# Begonia austrotaiwanensis
Espèce
Begonia austrotaiwanensis est une espèce de plantes de la famille des Begoniaceae.
L'espèce fait partie de la section Platycentrum.
Elle a été décrite en 1990 par Yung Kuang Chen et Ching I Peng.  

## Répartition géographique
Cette espèce est originaire du pays suivant : Taïwan.